# Suzanne Cassirer-Bernfeld
Suzanne Cassirer-Bernfeld (geboren als Suzanne Aimée Cassirer am 3. April 1896 in Brüssel; gestorben am 26. November 1963 in San Francisco) war eine Psychoanalytikerin aus der deutsch-jüdischen Familie Cassirer. Sie emigrierte 1937 in die Vereinigten Staaten. Ihre mit Siegfried Bernfeld verfassten biografischen Detailstudien über Sigmund Freud schufen Grundlagen für eine wissenschaftliche Freud-Biografik.

## Leben
Suzanne Aimée Cassirer wuchs in Berlin auf. Sie war das erste Kind aus der Ehe des Berliner Verlegers und Kunsthändlers Paul Cassirer mit Lucie Oberwarth (1874–1950) und die Nichte des Philosophen Ernst Cassirer. Nach der Trennung ihrer Eltern 1904 lebte sie bei ihrem Vater. Die damalige Adresse der Familie Cassirer war die Uhlandstraße 56.
Sie studierte Philosophie (bei Ernst Cassirer) und Kunstgeschichte in Marburg und Hamburg, später Medizin an der Charité in Berlin. 1923 heiratete sie den Philosophen und Kunsthistoriker Hans Paret (1896–1973) und bekam zwei Kinder mit ihm. Der Historiker Peter Paret ist ihr Sohn. Bei Hanns Sachs begann sie eine Lehranalyse. Nachdem ihre Ehe 1932 geschieden worden war, unterbrach sie ihr Medizinstudium, um nach Wien zu ziehen und bei Sigmund Freud ihre Lehranalyse fortzusetzen. Die anschließende Kontrollanalyse bei Siegfried Bernfeld brach sie ab, als sie eine Beziehung mit ihm begann. 1934 heirateten sie und unter dem erstarkenden Nationalsozialismus emigrierte das Paar mit den Kindern aus beider ersten Ehen Ende desselben Jahres nach Menton an der französischen Riviera, 1937 in die USA, wo sie sich in San Francisco niederließen. Suzanne Cassirer-Bernfeld wurde in Amerika als nicht medizinisch ausgebildete, sogenannte Laienanalytikerin tätig. Da sie ihre psychoanalytische Ausbildung in Europa formal nicht hatte abschließen können, erhielt sie keine Ernennung zur Lehranalytikerin. Sie wurde Ehrenmitglied der San Francisco Psychoanalytic Society.
Gemeinsam mit ihrem Mann verfasste sie biografische Detailstudien über Sigmund Freud. Die erste über Freuds frühe Kindheit erschien 1944 in einem amerikanischen Fachjournal. Sie arbeiteten vor allem mit Archivmaterial und Zeitzeugen. Die auf Englisch geschriebenen Aufsätze wurden ins Deutsche übersetzt erstmals 1981 in dem bei Suhrkamp erschienenen Band Bausteine der Freud-Biographik versammelt.

## Rezeption
Die biografischen Studien der Bernfelds bewertete der Psychoanalytiker und Autor Ricardo Steiner als „äußerst gut dokumentierte und wegweisende historische Arbeit zu den frühesten Lebensjahren und dem wissenschaftlichen Werdegang Freuds“. Anna Freud war jedoch über die psychoanalytischen Interpretationen des Lebens des jungen Freud beunruhigt, insbesondere die von Suzanne Cassirer-Bernfeld, die sie in einem Brief an den britischen Psychoanalytiker Ernest Jones vom 15. November 1950 als „mehr Fantasie als Realität“ bezeichnete. Dabei ging es vor allem um Freuds Experimente mit und seinen persönlichen Gebrauch von Kokain vor seiner psychoanalytischen Karriere, die er in seinen Brautbriefen an Martha Bernays enthüllt hatte. Anna Freud wollte verhindern, dass die Aufsätze im International Journal of Psychoanalysis veröffentlicht werden. Sie übte Druck auf Jones aus und schrieb in einem Brief vom 19. September 1952: „Aber ihre [Suzanne Cassirer Bernfelds] Interpretationen, mit denen sich die Fakten vermischen, sind ungenau, falsch und manchmal lächerlich. Bitte lass es ihn [Bernfeld] nicht in dieser Form veröffentlichen. Schließlich wissen Sie, wie all diese Dinge wirklich passiert sind, und es sollte Ihre Aufgabe sein, die anderen Biographen zum Schweigen zu bringen, die die Hälfte ihrer Fakten erfinden müssen.“
Ernest Jones integrierte die biografischen Arbeiten der Bernfelds in seine dreibändige Freud-Biografie. Die Rechte dafür bekam er nach dem Tod von Bernfeld 1953 von Suzanne Cassirer-Bernfeld, die, wie viele andere Analytiker dieser Generation hoffte, dass die Psychoanalyse umso weniger Angriffen ausgesetzt sein würde, je früher eine autorisierte Biographie verfügbar ist.

## Suzanne Aimée Cassirer in Kunst und Literatur
Max Slevogt schuf zwischen 1901 und 1902 mehrere aquarellierte Skizzen von Aimée Cassirer, als Kind ‚Suse‘ genannt. Er beschäftigte sich besonders mit der Physiognomie ihres Gesichts. Es waren Vorstudien zu einem Gemälde, das das etwa fünfjährige Mädchen mit langen braunen Haaren und einer gelben Schleife darin auf dem Boden sitzend inmitten eines leporelloartig aufgestellten Bilderbuchs zeigt. In der rechten Hand hält sie einen roten Apfel oder Ball. Durch die Darstellung in ihrer kleinen Welt mit eher „trotzigem Blick“ sei es Slevogt gelungen, ihre „selbstbewusste Persönlichkeit“ zu charakterisieren, schrieb die Kunsthistorikerin Karoline Feulner. Das undatierte Gemälde war ein Auftragswerk für oder ein Geschenk an Paul Cassirer. Es blieb im Familienbesitz von Suzanne Cassirer.
Das Gemälde wurde als Umschlagabbildung für den 2018 veröffentlichten Band von Robert Walser Die kleine Berlinerin. Geschichten aus der Großstadt verwendet, in dem er Aimée Cassirer mit der Titelgeschichte Die kleine Berlinerin porträtierte, ein fiktionaler Text, in dem ein Mädchen von ihren Erlebnissen in Berlin erzählt. Die Geschichte wurde erstmals im September 1909 in der Literaturzeitschrift Die neue Rundschau veröffentlicht, 1966 nachgedruckt in Walsers Das Gesamtwerk und für das Buch Metropolis Berlin von 2012 ins Englische übersetzt.
Ein Porträt von Suzanne Aimée Cassirer aus dem Jahr 1906 befindet sich in der Sammlung des Kupferstichkabinetts Berlin. Es ist ein Druck von Otto Felsing nach einer Kaltnadelradierung von Edvard Munch.

## Veröffentlichungen
- Bausteine der Freud-Biographik (Aufsatzsammlung), mit Siegfried Bernfeld, herausgegeben und übersetzt von Ilse Grubrich-Simitis, Suhrkamp Verlag, erste Auflage, Frankfurt a. Main 1981, ISBN 978-3-518-07577-7.
- In: Siegfried Bernfeld: Studien zu Leben und Werk von Sigmund Freud, Psychosozial-Verlag, Gießen 2018, ISBN 978-3-8379-2477-0.
  - Freud's Early Childhood (1944). Von Siegfried Bernfeld und Suzanne Cassirer Bernfeld, S. 11–24. (Erstveröffentlichung in: Bulletin of the Menninger Clinic, Journal, Guilford Press, New York City, 8, 1944, S. 107–115.)
  - Freud's First Year in Practice, 1886-1887 (1952). Von Siegfried Bernfeld und Suzanne Cassirer Bernfeld, S. 179–206. (Erstveröffentlichung in: Bulletin of the Menninger Clinic, 16 (2), 1952, S. 37–49.)
  - Freud and Archeology (1951). Von Suzanne Cassirer Bernfeld, S. 207–228. (Erstveröffentlichung in: American Imago, Wissenschaftliche Zeitschrift, Johns Hopkins University Press, 8, 1951, S. 107–128.)